# Alexei Pawlowitsch Tschapygin

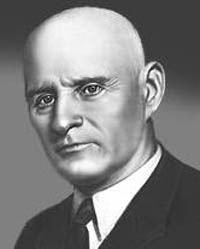
Alexei Tschapygin im Jahr 1910

Alexei Pawlowitsch Tschapygin (russisch Алексей Павлович Чапыгин, wiss. Transliteration Aleksej Pavlovič Čapygin; * 5. Oktoberjul. / 17. Oktober 1870greg. im Dorf Bolschoi Ugol im Gouvernement Olonez (heute Sakumichinskaja im Gebiet Plessezk); † 21. Oktober 1937 in Leningrad) war ein russisch-sowjetischer Schriftsteller, Dramaturg und Szenarist.

## Leben und Wirken
Alexei wuchs in ärmlichen bäuerlichen Verhältnissen auf. Die Schule besuchte er im Nachbardorf Fedowo nur zwei Jahre. Ab 1883 arbeitete er in Sankt Petersburg als Maler. Der Meister habe die Bücher seines Lehrlings Alexei fluchend zerrissen. Die Flüche hätten den Stolz des jungen Burschen wachgerufen. Er habe besser sein wollen und sei mit der Zeit besser geworden. Literarisch wandte sich Alexei Tschapygin in der Newa-Metropole den Symbolisten zu. Nach der Revolution schloss er sich dem Proletkult Anatoli Lunatscharskis an und folgte Maxim Gorkis Spur.
Neben unten aufgelisteten Prosaarbeiten schrieb er für das Theater und den Film. Populär wurde Tschapygin in seiner nordrussischen Heimat an den Küsten des Weißen Meeres durch Geschichten im pomorischen Dialekt.
1934 trat er dem Schriftstellerverband der UdSSR bei.
Seine letzte Ruhe fand Alexei Tschapygin auf den Literatorskije mostki („Literatenbrücken“, Литераторские мостки), einer Ehrenabteilung des Petersburger Wolkowo-Friedhofs.
Sergei Jessenin hat 1917 in einem Gedicht Tschapygin  genannt. Nikolai Tichonow hat die poesievolle Prosa des Bauernkindes Tschapygin, der aus den nördlichen, dunklen Wäldern käme, gelobt. Wahres habe er über das einfache russische Volk und seinen Glauben an diese Wahrheiten gesungen. Gorki sah 1935 hinter dem Tschapyginschen Werk einen Autor mit nördlicher Ausstrahlung stehen.

## Prosawerk (Auswahl)
Erzählungen
- 1903 Зрячие (Die Sehenden)
- 1907 Приютились (Die Beherbergten)
- 1913 Белый скит (Das weiße Kloster)
- 1918 Белая равнина (Die weiße Ebene)
- 1921 Чемер (Der Schmerz)
- 1923 На Лебяжьих озёрах (Auf Schwanenseen)
- 1923 Лободыры (Provinznester)
- 1925 Перед снегом (Vorwinter)
- 1929 Жизнь моя (Mein Leben, Autobiographie)

Historische Romane
- 1927 Разин Степан (Stepan Rasin)
- 1937 Гулящие люди (Spaziergänger)

### Deutschsprachige Werkausgaben
- Stepan Rasin. Historischer Roman. Übersetzer: Paul Reissert[3]. Verlag Kultur und Fortschritt, Berlin 1953, 810 Seiten
- Erst lernen, dann heiraten! Schauspiel in einem Aufzug und vier Bildern. Zentralverlag der Völker der Sowjetunion, Moskau 1927, Deutsch bearbeitet von L. S., 32 Seiten

## Ehrungen
- In Sankt Petersburg gibt es eine Tschapyginstraße[4]. Auch in zwei Ortschaften der engeren Heimat des Autors – in Fedowo und Plessezk – sind jeweils eine Straße nach ihm benannt.